# Лейтонсвілл (Меріленд)
Лейтонсвілл (англ. Laytonsville) — місто (англ. town) в США, в окрузі Монтгомері штату Меріленд. Населення — 572 особи (2020).

## Географія
Лейтонсвілл розташований за координатами 39°12′29″ пн. ш. 77°8′6″ зх. д. / 39.20806° пн. ш. 77.13500° зх. д. (39.208065, -77.135056).  За даними Бюро перепису населення США в 2010 році місто мало площу 2,71 км², з яких 2,69 км² — суходіл та 0,01 км² — водойми.

## Демографія
Згідно з переписом 2010 року, у місті мешкали 353 особи в 127 домогосподарствах у складі 98 родин. Густота населення становила 130 осіб/км².  Було 133 помешкання (49/км²).
Расовий склад населення:
| - 83,0 % — білих - 7,4 % — азіатів - 6,8 % — чорних або афроамериканців |

До двох чи більше рас належало 2,8 %. Частка іспаномовних становила 1,1 % від усіх жителів.
За віковим діапазоном населення розподілялося таким чином: 23,8 % — особи молодші 18 років, 67,1 % — особи у віці 18—64 років, 9,1 % — особи у віці 65 років та старші. Медіана віку мешканця становила 42,9 року. На 100 осіб жіночої статі у місті припадало 104,0 чоловіків;  на 100 жінок у віці від 18 років та старших — 89,4 чоловіків також старших 18 років.
Середній дохід на одне домашнє господарство  становив 144 123 долари США (медіана — 125 625), а середній дохід на одну сім'ю — 161 924 долари (медіана — 138 750). За межею бідності перебувало 1,8 % осіб, у тому числі 3,6 % дітей у віці до 18 років та 0,0 % осіб у віці 65 років та старших.
Цивільне працевлаштоване населення становило 185 осіб. Основні галузі зайнятості: освіта, охорона здоров'я та соціальна допомога — 23,8 %, науковці, спеціалісти, менеджери — 19,5 %, роздрібна торгівля — 8,1 %, мистецтво, розваги та відпочинок — 7,6 %.